# Brighton International 1990
Il Brighton International 1990 è stato un torneo femminile di tennis giocato sul sintetico indoor. È stata la 13ª edizione del Brighton International, che fa parte della categoria Tier II nell'ambito del WTA Tour 1990. Si è giocato a Brighton in Gran Bretagna, dal 22 al 28 ottobre 1990.

## Campionesse

### Singolare
Steffi Graf ha battuto in finale  Helena Suková con il punteggio di 7–5, 6–3

### Doppio
Helena Suková /  Nathalie Tauziat hanno battuto in finale  Jo Durie /  Nataša Zvereva con il punteggio di 6–1, 6–4